# Kowrigino (kowriginskij sielsowiet)
Kowrigino (ros. Ковригино) – wieś (dieriewnia) w Rosji, w obwodzie niżnonowogrodzkim, w rejonie gorodieckim. W 2010 liczyła 674 mieszkańców.